# Trip hop
Trip Hop (as vezes usado como sinônimo de downtempo e também chamado de música de Bristol) é um gênero de música eletrônica downtempo, influenciada por trilhas sonoras de filmes, funk dos anos 1970 e cool jazz criada geralmente usando samples. O trip hop é marcada por downbeats (batidas desaceleradas, menos de 120 bpm) e pelo uso de instrumentos convencionais e acústicos, sendo essa uma característica importante, que acaba personalizando cada grupo e/ou artista.
O Trip hop foi o nome usado pela revista britânica Mixmag nos anos 90 para definir o álbum Maxinquaye, do artista Tricky. Apesar de somente neste momento o gênero ganhasse uma denominação, a história do Trip Hop já vinha sendo construída desde meados dos anos 80.
Entre os estilos que mais influenciaram o Trip Hop, estão: ambient, jazz, electropop, acid jazz, progressive rock, soul, funk, dub e o uptempo (como o trance e drum n' bass)

## Origem
A história do Trip-Hop, assim como toda a música eletrônica, está ligada ao house, estilo que surgiu no começo da década de 80, quando diversos músicos dos EUA (especificamente de Chicago, Nova York e Detroit) resolveram refazer eletronicamente a música disco dos anos 70, fundindo com R&B, funk e soul, dando origem ao house.
Durante a década de 80, ocorreram várias experimentações do house, que acabou se segmentando em diversos estilos, como o trance, o techno e o drum n' bass.
O Trip-Hop surge quando alguns músicos resolvem que a música eletrônica não deve ser necessariamente upbeat (que fora usado até então), e passaram a criar em downbeat. Isso foi na Inglaterra, onde, na cidade de Bristol, um grupo chamado The Wild Bunch passou a criar sob essas diretrizes, dando origem ao Trip-Hop (ainda que o termo fosse surgir somente na década de 90). No final dos anos 80 o grupo se dissolve e alguns membros passam a formar o Massive Attack.
Em 1991, a banda Massive Attack lançou o álbum Blue Lines, e, em 1994 a Portishead lançou Dummy, consagrando, enfim, o Trip Hop como estilo. Muitas outras bandas já existentes poderiam ser consideradas como Trip Hop pela semelhança do estilo, como Cocteau Twins.

## Bandas, Projetos e Artistas Colaboradores
- 4 Hero
- 8mm
- Air
- Alpha
- Alu
- Banks (cantora)
- Bas-Fond (produtor)
- Blue Foundation
- Björk
- Dido
- DJ Cam Quartet
- DJ Krush
- DJ Shadow
- Everything but the Girl
- iamamiwhoami
- Faithless
- FKA twigs
- Hooverphonic
- Isaac Euler
- Goldfrapp
- Gorillaz
- Lamb
- Lana Del Rey
- London Grammar
- Madonna
- Mandalay
- Massive Attack
- Moby
- Moderat
- Moloko
- Mono
- Morcheeba
- Noporn
- Portishead
- RDSAN
- Rob Dougan
- Royksopp
- Sarah Brightman
- Saib.
- Sevdaliza
- Sia
- Skinshape
- Smoke City
- Shine
- Shinogi
- Sneaker Pimps
- Switchblade Symphony
- Winona
- The Weeknd
- The Internet
- Thievery Corporation
- Thunderball
- Team Sleep
- Tracey Thorn
- Tricky
- UNKLE
- William Orbit
- Zero 7